# Штауффенберг, Клаус Шенк фон
Граф Клаус Филипп Мария Шенк фон Штауффенберг (нем. Claus Philipp Maria Schenk Graf von Stauffenberg, 15 ноября 1907, Йеттинген — 21 июля 1944, Берлин) — полковник вермахта, один из основных участников заговора 20 июля, осуществивший покушение на Гитлера 20 июля 1944 года.

## Биография
Родился в одной из старейших аристократических семей Южной Германии. Семья Штауфенбергов была тесно связана с королевским домом Вюртемберга — отец Клауса занимал высокий пост при дворе Вильгельма II, последнего короля Вюртемберга.
Его старшие братья-близнецы, Александр и Бертольд, позднее также участвовали в заговоре. И у Клауса был брат-близнец Конрад, умерший через несколько часов после рождения.
Воспитывался в духе католического благочестия, патриотизма и монархического консерватизма. Получил отличное образование, увлекался поэзией и имел склонность к литературе. В 1923 году вместе с братьями Александром и Бертольдом вошёл в «кружок Стефана Георге» и до конца своих дней преклонялся перед этим поэтом.
1 апреля 1926 года зачислен фанен-юнкером в 17-й кавалерийский полк в Бамберге. Позже объяснял своё решение рвением к действию и желанием служить государству. В силу семейной традиции этот шаг был поддержан отцом. В 1927—1928 годах учился в пехотном училище рейхсвера в Дрездене. 1 августа 1928 года получил звание фенриха и поступил в кавалерийскую школу рейхсвера в Ганновере, где сдал заключительный офицерский экзамен как лучший в своём классе, получив за выдающиеся достижения почётную саблю. 1 января 1930 года произведён в лейтенанты и назначен командиром миномётного взвода 17-го кавалерийского полка в Бамберге. Там подружился с Петером Зауэрбрухом, сыном известного хирурга Фердинанда Зауэрбруха. В апреле 1932 года по случаю президентских выборов выступил против Гинденбурга в поддержку Гитлера:

Идея фюрерства […] в сочетании с идеей народной общности, принцип «общественные интересы выше личных» и борьба с коррупцией, борьба с духом больших городов, идея расы и воля к новому правовому порядку, определяемому Германией, представляются нам здоровыми и перспективными.
В 1933 году приветствовал назначение Гитлера рейхсканцлером, правительство которого поставило перед собой цель восстановить национальную самостоятельность и увеличить численность армии.
1 мая 1933 года получил звание старшего лейтенанта. Принимал участие в военной подготовке штурмовиков, организовал передачу рейхсверу нелегального арсенала оружия. 26 сентября 1933 года женился на баронессе Нине фон Лерхенфельд.
После смерти рейхспрезидента Гинденбурга 2 августа 1934 года рейхсвер присягнул Адольфу Гитлеру. Концентрация власти в руках «фюрера и рейхсканцлера» в основном соответствовала пониманию Штауффенбергом выдающейся роли личности в истории.
1 сентября 1934 года направлен офицером-наездником в кавалерийское училище в Ганновере. В это время кавалерия постепенно переформировывалась в моторизованные войска.
6 октября 1936 года приступил к учёбе в Военной академии генерального штаба в Берлине. 1 января 1937 года получил звание риттмейстера. В 1938 году после окончания академии назначен вторым офицером генерального штаба под началом генерал-лейтенанта Эриха Гёпнера. Участвовал в оккупации Судетской области.

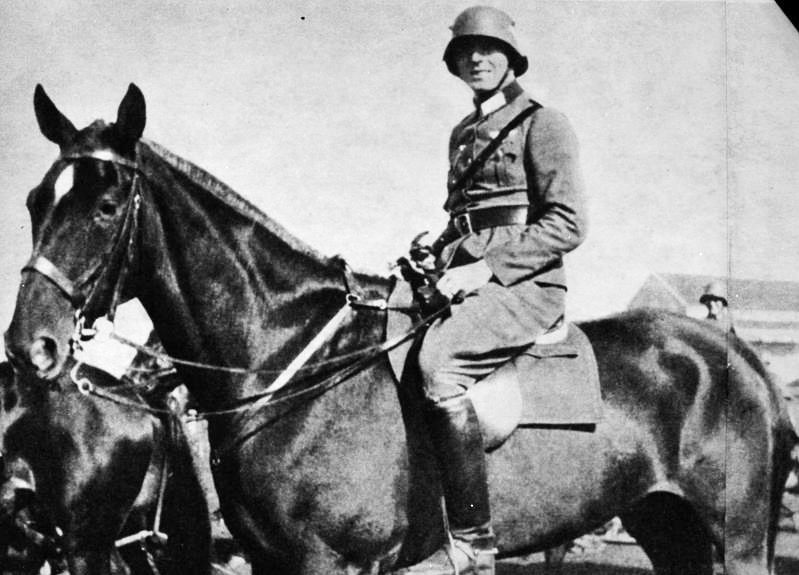
Штауффенберг в 1926 году

### Война
В 1939 году с началом Второй мировой войны в должности квартирмейстера 1-й лёгкой дивизии Штауффенберг участвовал в польской кампании. Из Польши он писал жене:

Население — невероятный сброд. Много евреев и полукровок. Этим людям хорошо, когда ими управляешь кнутом. Тысячи заключённых пригодятся для сельского хозяйства Германии. Они трудолюбивы, послушны и нетребовательны.
В конце 1939 года Петер Йорк фон Вартенбург и Ульрих Шверин фон Шваненфельд обратились к Штауффенбергу с просьбой принять назначение на должность адъютанта командующего сухопутных войск Вальтера фон Браухича для участия в попытке переворота. Штауффенберг отказался.
В январе 1940 года получил звание капитана в генштабе. В составе 6-й танковой дивизии принимал участие во французской кампании. 27 мая 1940 года переведён в Верховное командование сухопутных войск. 31 мая 1940 года награждён Железным крестом 1-й степени. В апреле 1941 года получил звание майора. В декабре 1941 года поддержал объединение командной власти в руках Гитлера, объявившего себя и главнокомандующим сухопутными войсками.
В 1942 году из-за массовых убийств гражданского населения на оккупированных территориях, а также из-за бездарности военного руководства присоединился к участникам Сопротивления.
В январе 1943 года произведён в подполковники. В марте 1943 года направлен в 10-ю танковую дивизию, которая должна была обеспечить отступление генерал-фельдмаршала Эрвина Роммеля в Северной Африке. 7 апреля 1943 года тяжело ранен во время британского авианалёта.
Штауффенберг был доставлен в полевой госпиталь недалеко от Сфакса, где ему ампутировали простреленную правую руку, а также безымянный палец и мизинец левой руки. Поскольку пуля пробила кость черепа, он потерял левый глаз. Чуть позже Штауффенберг был переведён в 950-й военный госпиталь в Карфагене и оттуда 21 апреля — в 1-й резервный госпиталь в Мюнхене. Во время дополнительных операций на коленном суставе и среднем ухе он отказался от болеутоляющих и учился писать левой рукой. Многочисленные посетители стекались к постели Штауффенберга, которому начальник генерального штаба сухопутных войск Курт Цейтцлер лично вручил нагрудный знак «За ранение» в золоте. 8 мая 1943 года он был награждён Немецким крестом в золоте. В Мюнхене о Штауффенберге заботился его дядя Николаус Граф фон Икскюль-Гилленбанд, который возлагал большие надежды на племянника, призывая его принять активное участие в Сопротивлении. Штауффенберг также ездил в Берлин, чтобы увидеться со знаменитым хирургом Фердинандом Зауэрбрухом. 3 июля 1943 года он вернулся в Лаутлинген к своей семье.

### Участие в заговоре

#### Подготовка
Штауффенберг поступил в распоряжение командующего армией резерва в Берлине впредь до дальнейшего уведомления. Этот перевод пригодился генералу Фридриху Ольбрихту, начальнику общевойскового управления Верховного командования сухопутных войск и одному из руководителей военного заговора, так как он уже знал о внутреннем повороте Штауффенберга. В середине сентября 1943 года Штауффенберг переехал на виллу своего брата Бертольда в Берлине-Николасзе и 1 октября 1943 года официально занял должность начальника штаба общевойскового управления. Тем самым он стал членом внутреннего круга военного сопротивления в Бендлер-блоке и приступил к созданию военно-оппозиционной сети. Вместе с Ольбрихтом, Альбрехтом Мерцем фон Квирнхаймом и Хеннингом фон Тресковым Штауффенберг разработал план операции «Валькирия». Официально план, утвержденный Гитлером, служил для подавления возможных внутренних беспорядков, таких как восстание многочисленных подневольных рабочих. Штауффенберг и Тресков добавили к плану еще несколько приказов, превратив «Валькирию» в замаскированный план государственного переворота. Он предусматривал обвинить в убийстве Гитлера группу «партийных чиновников», чтобы создать повод для ареста членов НСДАП, СС, службы безопасности и гестапо. Командующие военных округов по всему рейху должны были получить соответствующие приказы сразу после приведения «Валькирии» в действие. Военные собирались взять на себя исполнительную власть. Планы переворота предусматривали для Штауффенберга пост статс-секретаря в военном министерстве. Он координировал планы переворота с Карлом Фридрихом Гёрделером и генерал-полковником Людвигом Беком и поддерживал контакт с группой гражданского сопротивления вокруг Юлиуса Лебера, Вильгельма Лейшнера и членов кружка Крейзау, в который также входил его двоюродный брат Петер Йорк фон Вартенбург. После ареста Гельмута Джеймса фон Мольтке в январе 1944 года кружок Крейзау больше не собирался. Большинство членов поддержали Штауффенберга, несмотря на то что Мольтке был против убийства Гитлера.
Самое позднее после успешной высадки союзников в Нормандии 6 июня 1944 года стало ясно, что военное поражение и, следовательно, «крах» Германского рейха, вероятно, неизбежны. Тем не менее Штауффенберг чувствовал себя обязанным продолжить подготовку к насильственному свержению национал-социалистического руководства и государственному перевороту:

Пора уже что-то делать. Однако тот, кто посмеет что-то сделать, должен отдавать себе отчет в том, что он, вероятно, войдет в немецкую историю как предатель. Если же он этого не сделает, он будет предателем собственной совести. […] Я не смог бы смотреть в глаза женам и детям павших, если бы ничего не сделал, чтобы предотвратить эти бессмысленные человеческие жертвы.
В середине июня 1944 года Штауффенберг стал начальником штаба при командующем армией резерва генерал-полковнике Фридрихе Фромме, а 1 июля 1944 года получил звание полковника. Теперь он находился самом в центре управления запланированной операцией «Валькирия» и имел доступ к совещаниям в ставке фюрера. Сложный момент плана заключался в том, что Штауффенберг должен был убить Гитлера, а также руководить из Берлина государственным переворотом. Уже 11 июля в Бергхофе и 15 июля в «Вольфсшанце» Штауффенберг пытался убить Адольфа Гитлера, но преждевременно прервал обе попытки, так как рядом не было ни Генриха Гиммлера, ни Германа Геринга. В третий раз покушение уже нельзя было откладывать.

#### Покушение

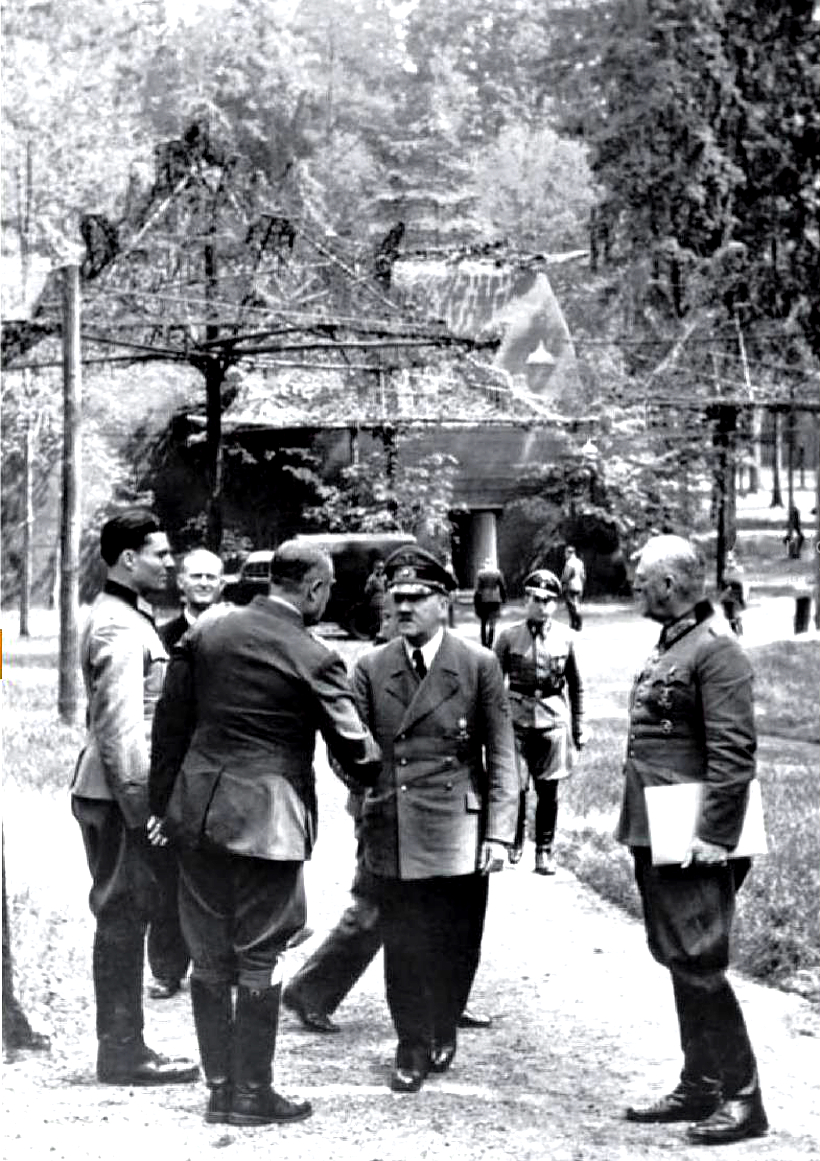
Слева направо: Штауффенберг, Карл-Йеско фон Путткамер, Карл-Генрих Боденшац (стоит спиной к объективу), Адольф Гитлер, Вильгельм Кейтель. 15 июля 1944 года

На 20 июля 1944 года в ставке Гитлера «Вольфсшанце» в Восточной Пруссии было назначено очередное совещание о положении на фронтах, на котором Штауффенбергу предстояло сделать доклад о формировании двух дивизий. Вызов на совещание завизировал генерал-фельдмаршал Вильгельм Кейтель, начальник Верховного командования вермахта, главный военный советник Гитлера. Полковник Вессель Фрайхерр фон Фрейтаг-Лорингофен передал Штауффенбергу два пакета пластиковой взрывчатки британского производства, снабжённой химическими взрывателями замедленного действия («карандашными взрывателями»). Штауффенбергу предстояло самому активировать детонаторы непосредственно перед покушением.
Перед вылетом в ставку Клаус фон Штауффенберг встретился со своим братом Бертольдом и сказал ему слова, которые тот записал в дневнике: «Кто найдёт в себе мужество сделать это, войдёт в историю как предатель, но если он откажется это сделать, то будет предателем перед своей совестью».
Из-за визита Бенито Муссолини совещание было перенесено на полчаса раньше. Испытывая дефицит времени, находясь под непрерывным наблюдением и действуя одной искалеченной рукой, Штауффенберг смог активировать детонатор только на одном взрывном устройстве. Подрыв первого устройства привёл бы к детонации второго, но по неизвестным причинам он не стал класть в портфель блок взрывчатки, оставшийся без детонатора. Поэтому мощность взрыва оказалась в два раза слабее. За пять минут до взрыва Штауффенбергу удалось поставить портфель рядом с Гитлером и выйти под предлогом телефонного разговора. За считанные секунды до взрыва полковник Хайнц Брандт переставил портфель, и массивный дубовый стол спас Гитлера от взрывной волны.
Всего на совещании присутствовали 24 человека. 17 из них получили ранения, ещё четверо погибли, а сам Гитлер чудом отделался лёгкой контузией. Провал покушения дал ему очередной повод утверждать, что его хранит само «провидение».

#### Провал заговора
Штауффенберг наблюдал взрыв с безопасного расстояния и был уверен в успехе покушения. Чудом покинув две зоны оцепления «Вольфсшанце», он вылетел в Берлин. По прибытии он тотчас позвонил генералу Фридриху Ольбрихту и сообщил, что Гитлер мёртв. Однако командующий армией резерва генерал-полковник Фридрих Фромм, который должен был привести план «Валькирия» в действие, решил лично удостовериться в смерти фюрера и дозвонился до «Вольфсшанце». Узнав о том, что Гитлер жив, Фромм отказался поддерживать заговорщиков и был немедленно арестован. Однако теперь стали очевидны серьезные недостатки в подготовке и осуществлении попытки переворота. Отправка телеграмм из Бендлер-блока в военные округа затянулась на несколько часов и примерно с 16 часов пересеклась с телеграммами из «Вольфсшанце», в которых говорилось, что приказы из Берлина недействительны. Из-за этой противоречивой ситуации большинство офицеров за пределами Бендер-блока заняли выжидательную позицию. Телеграммы заговорщиков с приказами Валькирии в основном игнорировались.

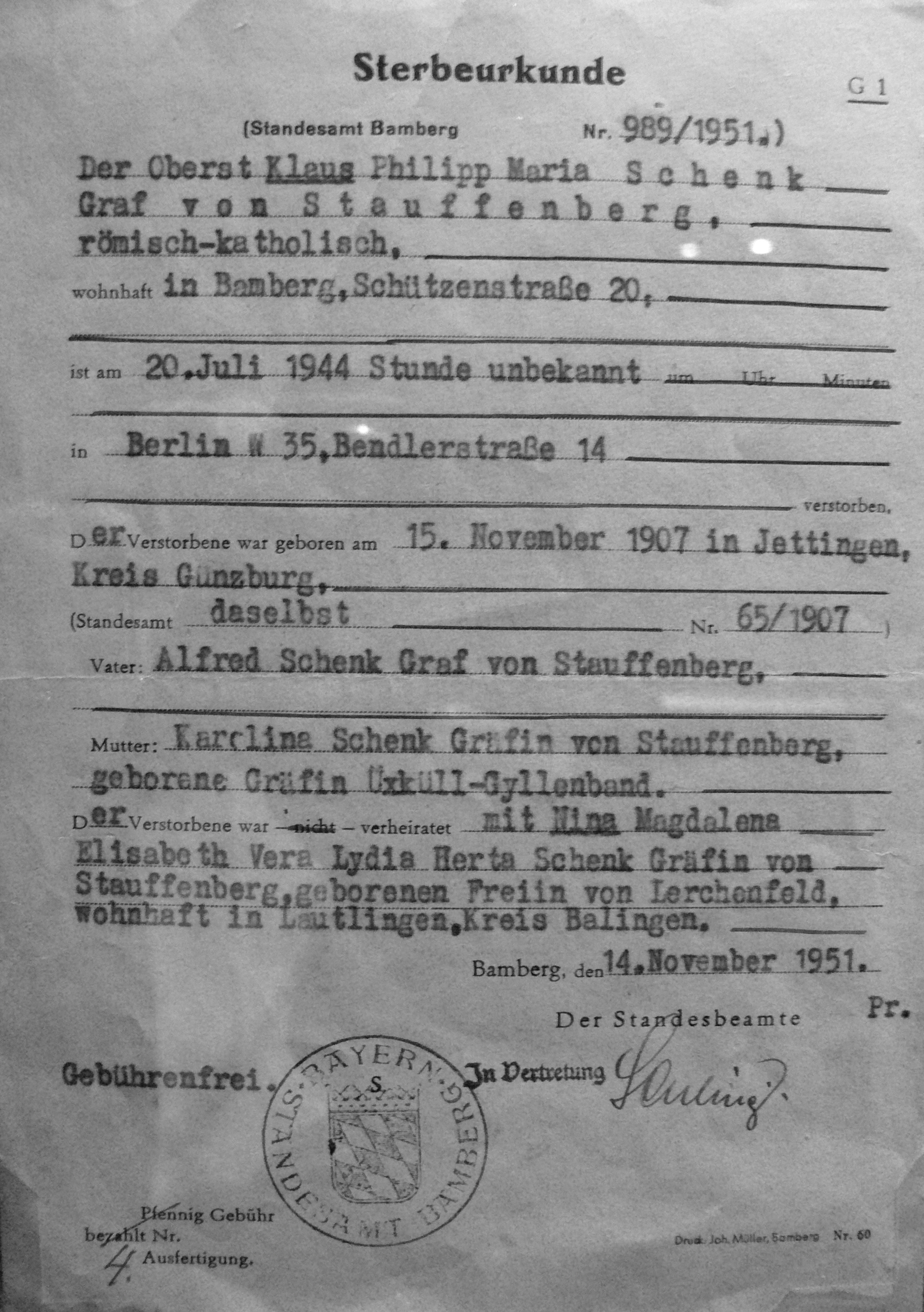
Свидетельство о смерти Штауффенберга, выписанное по месту жительства в Бамберге в 1951 году; дата смерти указана «20 июля 1944, неизвестный час»

Вернувшись в Бендлер-блок, Штауффенберг принялся обзванивать командующих военных округов, убеждая их выполнять приказы нового руководства — генерал-полковника Людвига Бека и генерал-фельдмаршала Вицлебена — и провести аресты офицеров СС и гестапо. Вскоре после 17 часов по радио было передано первое сообщение о неудачной попытке покушения на Гитлера.
В результате уже к вечеру того же дня сохранивший верность Гитлеру охранный батальон «Великая Германия» под командованием Отто-Эрнста Ремера контролировал основные правительственные здания в центре Берлина, а в 21 час занял Бендлер-блок. Генерал-полковник Фромм был освобождён из-под домашнего ареста лояльными ему офицерами. Клаус фон Штауффенберг, его брат Бертольд и другие заговорщики были арестованы. При задержании Штауффенберг отстреливался, но был ранен в плечо. Из уважения к Людвигу Беку Фромм разрешил ему застрелиться. Пытаясь скрыть следы своей причастности к заговору, он собрал заседание военного суда, который после получасового совещания приговорил к смерти четырёх человек. Между 0:15 и 0:30 21 июля 1944 года во дворе здания штаба один за другим были расстреляны Ольбрихт, Квирнхайм, Хафтен и Штауффенберг. Перед смертью Штауффенберг успел выкрикнуть: «Да здравствует священная Германия!».
Через несколько часов Гитлер выступил по радио с обращением, заявив, что заговор вынашивала «очень маленькая клика честолюбивых, беспринципных и в то же время преступных, глупых офицеров». Тела расстрелянных были захоронены на Старом кладбище церкви Святого Матфея в Берлине. Однако Гиммлер приказал выкопать их и сжечь в крематории в Веддинге. Прах был развеян над дренажными полями.
Специальная комиссия гестапо приступила к розыску других заговорщиков и их контактов. Следственная группа выросла до 400 сотрудников. Были арестованы многие видные военачальники, например, генерал-фельдмаршалы Вицлебен (казнён по приговору суда) и Эвальд фон Клейст (впоследствии освобождён), генерал Штюльпнагель (пытался застрелиться, но выжил и был казнён), Франц Гальдер и многие другие. Генерал-фельдмаршала Эрвина Роммеля, попавшего под подозрение, вынудили принять цианистый калий. Были казнены и многие гражданские участники заговора — Карл Фридрих Гёрделер, Ульрих фон Хассель, Юлиус Лебер. В ходе расследования гестапо выявило 132 человека, причастных к заговору. На самом деле в попытке государственного переворота 20 июля 1944 года активно участвовали около 200 человек из разных слоёв общества.

## Последующие дискуссии и память

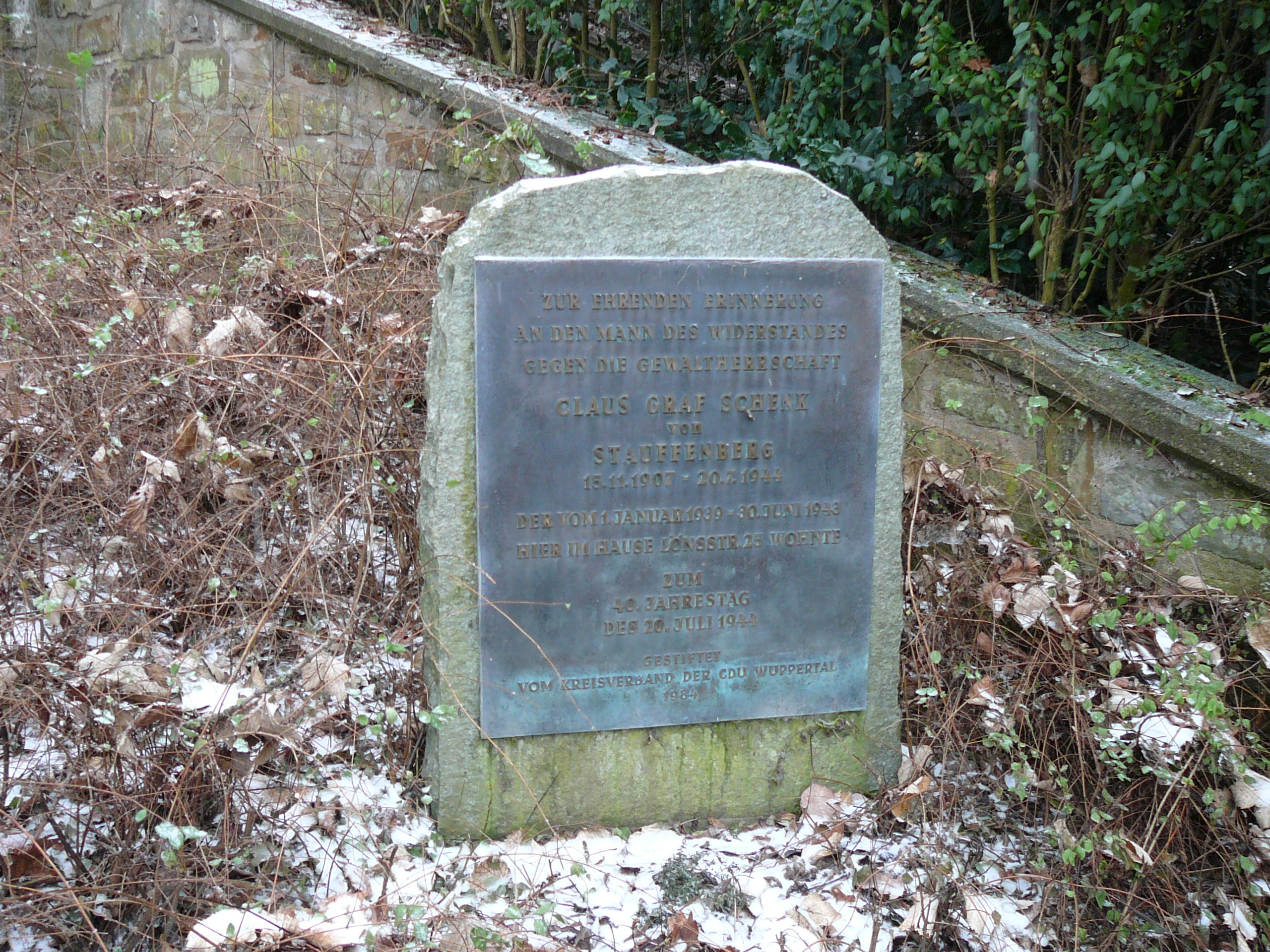
Мемориальная плита на месте дома, в котором жил Штауффенберг в Вуппертале

Штауффенберг, заклеймённый национал-социалистическим режимом как предатель и клятвопреступник, с 1946 года всё чаще представлялся в средствах массовой информации и памятных речах как герой и образец для подражания. В 1952 году по инициативе генерального прокурора земли Гессен Фрица Бауэра члены Сопротивления 20 июля были официально реабилитированы в суде над Отто-Эрнстом Ремером. Несмотря на это, вплоть до 1960-х годов многие в Западной Германии считали Штауффенберга и других членов Сопротивления предателями отечества. Поскольку вопрос Сопротивления поляризовал послевоенное немецкое общество, ни одна из основных партий не заняла чёткой позиции, что затрудняло его политическое решение.
В ГДР заговор 20 июля был оттеснён на обочину истории и квалифицирован как реакционное, в сущности антинародное предприятие. При этом заговорщиков разделяли на два крыла — господствующее «реакционное» (консервативное) под руководством бывшего бургомистра Лейпцига Гёрделера и «патриотическое» (прогрессивное) вокруг Штауффенберга. Перед лицом неминуемого военного поражения Германии реакционное крыло ставило своей целью избавиться от Гитлера, укрепить экономические и политические позиции германского финансового капитала, крупных помещиков и воинской касты. После переворота оно намеревалось заключить мир с западными державами и вместе с ними продолжить войну против Советского Союза. Прогрессивная группа действовала, чтобы спасти немецкий народ от уничтожения, установив контакты с левыми политиками — социал-демократами и даже представителями коммунистического подполья. Однако она не могла изменить империалистический характер всего предприятия.
В современной Германии 20 июля принято отмечать траурными мероприятиями в память об участниках заговора. В мемориальном комплексе тюрьмы Плётцензее и во внутреннем дворе Бендлер-блока возлагаются ритуальные венки, происходит принятие присяги служащими бундесвера, эти церемонии освещаются средствами массовой информации.
Внук фон Штауффенберга, Карл Шенк фон Штауффенберг, выступает против того, что правые популисты, в том числе члены «Альтернативы для Германии», спекулируют именем его деда.

## В кинематографе

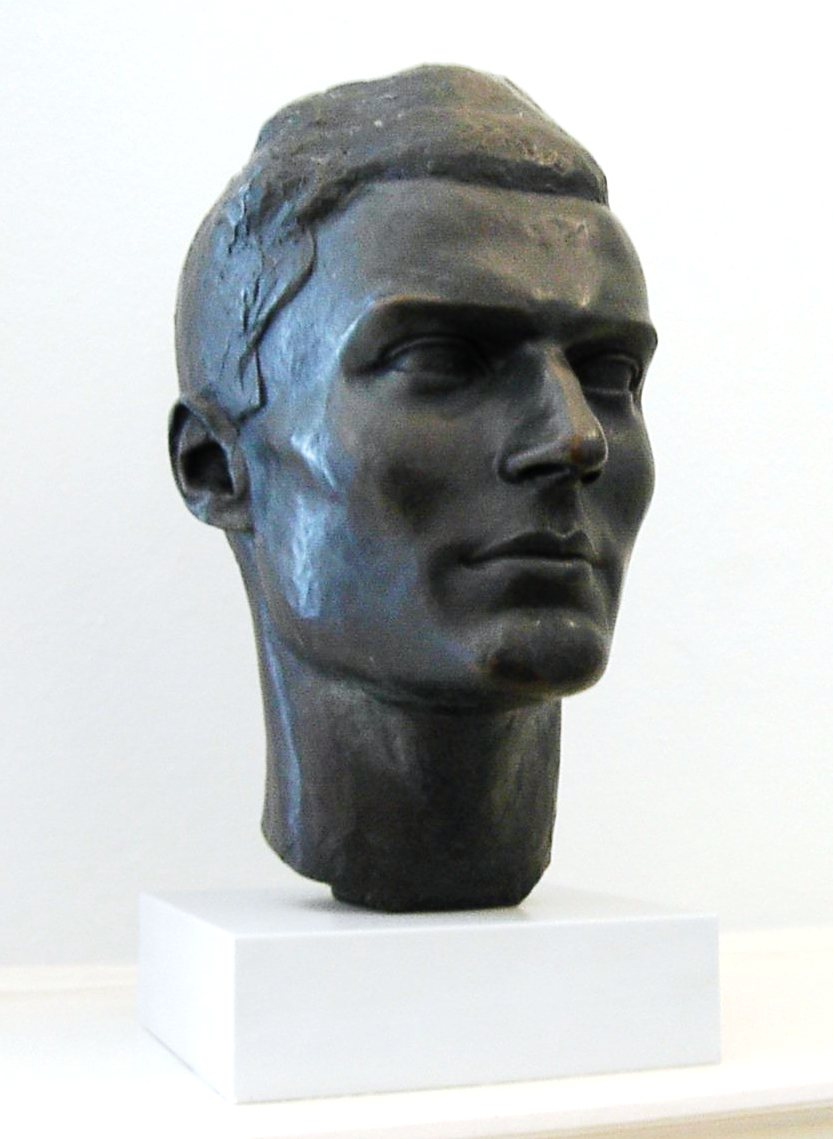

- 1951 Пустынный лис / The Desert Fox: The Story of Rommel. В роли Эдуард Франц.
- 1955 Это произошло 20 июля / Es geschah am 20. Juli (ФРГ, реж. Георг Вильгельм Пабст) В роли Бернхард Викки.
- 1955 20 июля / Der 20. Juli (ФРГ, реж. Фальк Харнак) В роли Вольфганг Прайс.
- 1966 Без борьбы нет победы / Ohne Kampf kein Sieg (ТВ ГДР, реж. Руди Курц) В роли Альфред Штруве.
- 1967 Ночь генералов / The Night of the Generals  (реж. Анатоль Литвак) В роли Жерар Бюхр.
- 1970 Клаус граф Штауффенберг — портрет покусителя / Claus Graf Stauffenberg — Porträt eines Attentäters (ZDF, ТВ ФРГ, реж. Рудольф Нусгрубер) В роли Хорст Науман.
- 1970 Освобождение. Направление главного удара (СССР, реж. Юрий Озеров) В роли Альфред Штруве.
- 1971 Операция Валькирия / Operation Walküre (WDR, ТВ ФРГ, реж. Франц Петер Вирт) В роли Йоахим Хансен.
- 1974 Полёт и падение — Портрет Мелитты Шиллер-Штауффенберг / Fliegen und Stürzen — Porträt der Melitta Schiller-Stauffenberg. В роли Вольфганг Арпс.
- 1974 Гитлер / Hitler. В роли Виллиам Серджент.
- 1989 Война и память / War and Remembrance. В роли Скай Дюмон.
- 1990 Заговор против Гитлера / The Plot to Kill Hitler (ТВ, реж. Лоренс Шиллер) В роли Брэд Дэвис.
- 2004 Штауффенберг / Stauffenberg (ARD, ТВ ФРГ, реж. Йо Байер) В роли Себастьян Кох.
- 2004 Что действительно произошло 20 июля 1944 года? / Was geschah wirklich am 20. Juli 1944? (RBB, ТВ ФРГ, реж. Артем Деменок).
- 2004 Час офицеров / Die Stunde der Offiziere (ZDF, ТВ ФРГ, реж. Ханс-Эрих Вит) В роли Харальд Шротт.
- 2006 Роммель и заговор против Гитлера / Rommel and the Plot Against Hitler. В роли Стефан Джекобс.
- 2008 Операция «Валькирия» / Valkyrie (реж. Брайан Сингер) в роли Том Круз.
- 2009 Штауффенберг — подлинная история / Stauffenberg — Die wahre Geschichte (ZDF, ТВ ФРГ, реж. Оливер Хальмбургер) в роли Петер Беккер.
- 2009 Переключатель: Перезагрузка / Switch: Reloaded. В роли Михаэль Мюллер.